# Trouble (film, 2024)
Pour les articles homonymes, voir Trouble.
Pour plus de détails, voir Fiche technique et Distribution.
Trouble (Strul) est une comédie policière suédoise coécrite et réalisée par Jon Holmberg (sv) et sortie en 2024.
Trouble, un remake du film (sv) du même titre sorti en 1988,,, est diffusé pour la première fois sur le service de streaming Netflix le 3 octobre 2024.
Le film est centré sur Conny Rundqvist, un vendeur d'électronique, qui est injustement condamné pour meurtre. On lui conseille de tirer le meilleur parti de la situation, mais il se retrouve impliqué dans un grand coup,,,.

## Synopsis
Divorcé, Conny Rundqvist travaille comme technicien de service et vendeur dans un magasin d'électricité. Avec son ex-femme, il partage la garde de leur fille, qui passe une semaine sur deux avec lui. Dans la maison d'une cliente, il est censé installer une nouvelle télévision pendant son absence. Il est agressé et assommé, et se réveille à côté du cadavre d'un homme qu'il ne connaît pas, le mari de la cliente. Les soupçons se portent sur lui parce qu'il avait saisi dans sa main l'arme du crime. Il est condamné à 18 ans de prison par le tribunal.
En prison, Conny rencontre deux criminels qui supposent à tort qu'il est un pilote d'avion professionnel et l'incluent donc dans leurs plans d'évasion. Après avoir reçu un appel téléphonique lui indiquant que quelqu'un connaît le véritable coupable dans son affaire, il s'enfuit pour prouver son innocence. Les doutes de la policière Diana sur sa culpabilité grandissent également et elle tente de convaincre sa patronne Helena de rouvrir l'affaire. Mais Helena et l'avocat chargé de le défendre sont en réalité des malfrats trafiquants actifs dans la revente de drogue.

## Distribution
Sauf indication contraire, les informations mentionnées dans cette section peuvent être confirmées par la base de données cinématographiques IMDb,  présente dans la section « Liens externes ».
- Filip Berg : Conny Rundqvist
- Amy Deasismont : Diana
- Eva Melander : Helena
- Måns Nathanaelson : Hasse
- Dejan Cukic : Norinder
- Joakim Sällquist : Musse
- Sissela Benn : Mimmi
- Peter Gardiner : Josef
- Magnus Sundberg : Jorma
- Björn Skifs : lui-même (rôle de caméo)